# Holger Frederik Rørdam

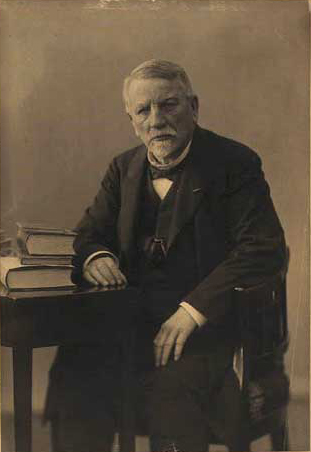
Holger Frederik Rørdam

Holger Frederik Rørdam (* 14. Juni 1830 in Låstrup bei Viborg; † 12. Mai 1913 in Lyngby) war ein dänischer lutherischer Theologe und Kirchenhistoriker.

## Familie
Rørdam stammte aus einer weit verzweigten Gelehrtenfamilie. Sein Vater Hans Christian Rørdam (1803–1869) wurde auch als theologischer Autor bekannt, ebenso wie sein Onkel Peter Rørdam (1806–1883). Der jüngere Bruder Thomas Skat Rørdam (1832–1909) wurde Bischof.
Rørdam war ab 1856 mit der Pfarrerstochter Helga Simonia Margrethe Kaikar (1832–1923) verheiratet. Der Sohn Kristian Rørdam (1860–1939) wurde Geologe, der Sohn Holger Rørdam (1863–1941) Arzt und Politiker.

## Leben
Rørdam studierte ab 1847 Theologie an der Universität Kopenhagen und legte 1853 das theologische Kandidatenexamen ab. Anschließend hatte er als Stipendiat an Borchs kollegium für mehrere Jahre Gelegenheit, sich historischen, insbesondere kirchenhistorischen Forschungen zu widmen. Seine erste Monographie behandelte De danske og norske Studenters Deltagelse i Kjøbenhavns Forsvar mod Karl Gustav („Die Beteiligung dänischer und norwegischer Studenten an der Verteidigung Kopenhagens gegen Karl Gustav“, 1855); 1857 folgte eine zweibändige Biographie des Bischofs und Dichters Anders Christensen Arrebo.
1860 wurde Rørdam Prediger zu Satrup im Schleswigschen. Nach dem Deutsch-Dänischen Krieg 1864 wurde er als dänischer Patriot von den deutschen Behörden abgesetzt und lebte zunächst ohne feste Stellung in Kopenhagen, wo er weitere Bücher verfasste, unter anderem eine Biographie des Reformators Jørgen Jensen Sadolin. Mit einer Arbeit über Historieskrivningen og Historieskriverne i Danmark og Norge siden Reformationen wurde er 1867 zum Dr. phil. promoviert. Von 1869 bis 1876 amtierte er als Pfarrer in Kornerup und Svogerslev auf der Insel Seeland. Von 1876 bis 1883 übte er das Pfarramt in Brændekilde-Bellinge auf Fünen. 1883 wurde er als Nachfolger seines Onkels Peter Rørdam Pfarrer und Propst in Lyngby.
Rørdam verfasste viele wertvolle Schriften und Urkundenpublikationen, die zumeist die dänische Geschichte des 16. und 17. Jahrhunderts betreffen. Sein Hauptwerk ist die Kjøbenhavns Universitets Historie 1537–1621 („Geschichte der Kopenhagener Universität“, 4 Bände, 1868–1877), eine Quellenschrift von bedeutendem Wert. Unter seinen kleineren Arbeiten verdienen die Schriften Historiske Kildeskrifter og Bearbeidelser af dansk Historie (1871) und Fra Universitets Fortid (1879) Erwähnung. Auch gab er die Monumenta historiae Danicae (1. Reihe, 2 Bände, 1873–1875; 2. Reihe, 2 Bände, 1884–1887) heraus und war langjähriger Redakteur der Kirkehistoriske Samlinger (1875 ff.). Für die erste Auflage des Dansk biografisk leksikon verfasste er zahlreiche Artikel.

## Ehrungen
- 1871: Aufnahme in die Königlich Dänische Akademie der Wissenschaften
- 1879: Ritter des Dannebrogordens
- 1898 Dannebrogmann
- 1910: Ehrendoktorwürde der Universität Kopenhagen

## Weitere Werke (Auswahl)
- Kjøbenhavns Kirker og Klostre i Middelalderen, 1859–63
- Klaus Christoffersen Lyskanders Levned, 1868
- Bemærkninger om den historiske Kritik, 1873
- Danske Kirkelove … 1536–1683, 3 Bände, 1883–89
- Skrifter fra Reformationstiden, 5 Bände, 1885–90
- Historiske Samlinger og Studier, vedrørende danske Forhold og Personligheder, især i det 17 de Aarhundrede, 4 Bände, 1891–1902
- Peter Rørdam, Blade of hans Levnedsbog og Brevvexling, 3 Bände, 1891–95
- Historieskriveren Arild Huitfeldt, 1896